# نیلوفر خاتون
نیلوفر خاتون، (ترکی عثمانی: نیلوفر خاتون؛ هلوفیرا– ح. ۱۳۸۳) همسر اورخان یکم سلطان امپراتوری عثمانی و مادر مراد یکم بود.